# Уравнение Стейнхарта — Харта
Уравне́ние Сте́йнхарта — Ха́рта — математическая модель, описывающая сопротивление полупроводниковых терморезисторов с отрицательным температурным коэффициентом электрического сопротивления в зависимости от температуры.
В наиболее общем виде это уравнение:
{\displaystyle {{\frac {1}{T}}=\sum _{i=0}^{\infty }a_{i}\ln ^{i}(R)=}}
{\displaystyle {=a_{0}+a_{1}\ln(R)+a_{2}\ln ^{2}(R)+a_{3}\ln ^{3}(R)+a_{4}\ln ^{4}(R)+\ldots }}
где: {\displaystyle T} — абсолютная температура (в Кельвинах);
{\displaystyle R} — сопротивление при температуре {\displaystyle T} (в Омах);
{\displaystyle a_{i}} - коэффициенты уравнения Стейнхарта — Харта, зависящие от начального сопротивления терморезистора, его типа.
В практических расчётах членом суммы {\displaystyle a_{2}\ln ^{2}(R)} и последующими членами {\displaystyle {a_{4}\ln ^{4}(R)+\ldots }} обычно пренебрегают так как они, как правило, вносят несущественный вклад в точность результата расчётов по уравнению. 
Поэтому уравнение обычно записывают так:
{\displaystyle {1 \over T}=A+B\ln(R)+C[\ln(R)]^{3},}
где {\displaystyle A=a_{0},} {\displaystyle B=a_{1},} {\displaystyle C=a_{3}.}
Коэффициенты {\displaystyle A}, {\displaystyle B}, {\displaystyle C} зависят от параметров терморезистора и от диапазона температур в котором это уравнение даёт достаточную для практического применения точность.

## Обратное уравнение
Для вычисления сопротивления терморезистора при заданной температуре используется обратное уравнение Стейнхарта — Харта:
{\displaystyle R=\exp \left({\sqrt[{3}]{y-{x \over 2}}}-{\sqrt[{3}]{y+{x \over 2}}}\right),}
где
{\displaystyle {\begin{aligned}x&={\frac {1}{C}}\left(A-{\frac {1}{T}}\right),\\y&={\sqrt {\left({B \over 3C}\right)^{3}+\left({\frac {x}{2}}\right)^{2}}}.\end{aligned}}}

## Экспериментальное определение коэффициентов уравнения Стейнхарта — Харта
Если коэффициенты уравнения неизвестны для конкретного терморезистора, то они могут определены экспериментально по трём сопротивлениям терморезистора при трёх разных температурах.
Коэффициенты находятся как решения системы из трёх уравнений:
{\displaystyle {\begin{bmatrix}1&\ln \left(R_{1}\right)&\ln ^{3}\left(R_{1}\right)\\1&\ln \left(R_{2}\right)&\ln ^{3}\left(R_{2}\right)\\1&\ln \left(R_{3}\right)&\ln ^{3}\left(R_{3}\right)\end{bmatrix}}{\begin{bmatrix}A\\B\\C\end{bmatrix}}={\begin{bmatrix}{\frac {1}{T_{1}}}\\{\frac {1}{T_{2}}}\\{\frac {1}{T_{3}}}\end{bmatrix}}}
где {\displaystyle R_{1}}, {\displaystyle R_{2}} и {\displaystyle R_{3}} — значения сопротивления при температуре {\displaystyle T_{1}}, {\displaystyle T_{2}} и {\displaystyle T_{3}} соответственно.
Подстановки и решение системы:
{\displaystyle {\begin{aligned}L_{1}&=\ln \left(R_{1}\right),\;L_{2}=\ln \left(R_{2}\right),\;L_{3}=\ln \left(R_{3}\right)\\Y_{1}&={\frac {1}{T_{1}}},\;Y_{2}={\frac {1}{T_{2}}},\;Y_{3}={\frac {1}{T_{3}}}\\\gamma _{2}&={\frac {Y_{2}-Y_{1}}{L_{2}-L_{1}}},\;\gamma _{3}={\frac {Y_{3}-Y_{1}}{L_{3}-L_{1}}}\\\Rightarrow C&=\left({\frac {\gamma _{3}-\gamma _{2}}{L_{3}-L_{2}}}\right)\left(L_{1}+L_{2}+L_{3}\right)^{-1}\\\Rightarrow B&=\gamma _{2}-C\left(L_{1}^{2}+L_{1}L_{2}+L_{2}^{2}\right)\\\Rightarrow A&=Y_{1}-\left(B+L_{1}^{2}C\right)L_{1}\end{aligned}}}

## Применение уравнения
Уравнение позволяет по измеренному сопротивлению терморезистора вычислить его температуру и обратно — по температуре терморезистора вычислить его сопротивление и обеспечивает хорошую точность во всем рабочем диапазона температур, например, терморезистивного термометра.
Коэффициенты входящие в уравнение Стейнхарта — Харта обычно публикуются производителями терморезисторов в справочных данных на конкретные типы терморезисторов.

## Скрипт на Ruby для расчета
```
#!/usr/bin/env ruby

puts
 
puts
 
"
\t
\u2318\u2318 You're using Ruby ver. "
 
+
 
RUBY_VERSION
 
+
 
"
\t
\u2318\u2318"

$k
 
=
 
273
.
15

E
 
=
 
(
 
Math
::
E
 
)

def
 
ln
(
x
)

  
(
 
ln
 
=
 
Math
.
log
(
x
)
 
)

end
 

def
 
sqrt
(
x
)

  
(
 
sqrt
 
=
 
Math
.
sqrt
(
x
)
 
)

end
 

def
 
cbrt
(
x
)

  
(
 
cbrt
 
=
 
Math
.
cbrt
(
x
)
 
)

end
 

def
 
exp
(
x
)

  
(
 
exp
 
=
 
Math
.
exp
(
x
)
 
)

end
 

#-----------------------------------

def
 
arr_abc
(
t1
,
 
r1
,
 
t2
,
 
r2
,
 
t3
,
 
r3
)

  
y1
 
=
 
1
 
/
 
t1
;
 
y2
 
=
 
1
 
/
 
t2
;
 
y3
 
=
 
1
 
/
 
t3
 

  
l1
 
=
 
ln
(
r1
);
 
l2
 
=
 
ln
(
r2
);
 
l3
 
=
 
ln
(
r3
)

  
g2
 
=
 
(
y2
 
-
 
y1
)
 
/
 
(
l2
 
-
l1
)

  
g3
 
=
 
(
y3
 
-
 
y1
)
 
/
 
(
l3
 
-
l1
)

  
c
 
=
 
((
g3
 
-
g2
)
 
/
 
(
l2
 
-
 
l1
))
 
/
 
(
l1
 
+
 
l2
 
+
 
l3
)

  
b
 
=
 
g2
 
-
 
c
 
*
 
(
l1
 
**
 
2
 
+
 
l1
 
*
 
l2
 
+
 
l2
 
**
 
2
)

  
a
 
=
 
y1
 
-
 
(
b
 
+
 
c
 
*
 
l1
 
**
 
2
)
 
*
 
l1

	

  
arr_abc
 
=
 
[
a
,
 
b
,
 
c
]

end

=begin 

# Прмер ввода экспериментальных данных:

t1 =  0 + $k; r1 = 32.014e+3

t2 = 40 + $k; r2 =  5.372e+3

t3 = 70 + $k; r3 =  1.7942e+3

# -------------------------------------

=end

# Расчёт:

tmp
 
=
 
arr_abc
(
t1
,
 
r1
,
 
t2
,
 
r2
,
 
t3
,
 
r3
)

a_t
 
=
 
tmp
[
0
]
;
 
b_t
 
=
 
tmp
[
1
]
;
 
c_t
 
=
 
tmp
[
2
]

#puts "A = #{a_t}, B = #{b_t}, C = #{c_t}"

#------------------------

=begin

# Данные для проверки:

t = 55; t = t + $k

=end

x
 
=
 
(
a_t
 
-
 
1
 
/
 
t
)
 
/
 
c_t

y
 
=
 
sqrt
((
b_t
 
/
 
(
3
 
*
 
c_t
))
 
**
 
3
 
+
 
(
x
 
/
 
2
)
 
**
 
2
)

#--------------------------

# Расчет сопротивления по температуре: 

r_tmp
 
=
 
exp
(
 
cbrt
(
y
 
-
 
(
x
 
/
 
2
))
 
-
 
cbrt
(
y
 
+
 
(
x
 
/
 
2
))
 
)

puts
 
"T = 
#{
t
 
-
 
$k
}
°C, R = 
#{
(
r_tmp
)
.
round
(
1
)
}
 Ω"

# Расчет температуры по сопротивлению:

t_r
 
=
 
1
 
/
 
(
a_t
 
+
 
b_t
 
*
 
ln
(
r_tmp
)
 
+
 
c_t
 
*
 
((
ln
(
r_tmp
)
.
abs
)
 
**
 
3
)
 
)

puts
 
"R = 
#{
(
r_tmp
)
.
round
(
1
)
}
 Ω, T = 
#{
(
t_r
 
-
 
$k
)
.
round
(
2
)
}
°C"

```

```
Результат:
T = 55.0°C, R = 3052.2 Ω
R = 3052.2 Ω, T = 55.0°C

Из datasheet для EPCOS R/T:4901; B25/100: 3950K
 — 3.0393 kΩ —
```

## Авторы уравнения
Уравнение названо в честь Джона Стейнхарта (John S. Steinhart) и Стэнли Харта (Stanley R. Hart), впервые опубликовавших его в 1968 г.
Профессор Стейнхарт (1929—2003), член Американского Геофизического Союза и Американской ассоциации содействующей развитию науки, был членом факультета Висконсинского университета в Мадисоне с 1969 по 1991 гг.
Доктор Харт, старший научный сотрудник в Woods Hole Oceanographic Institution с 1989 и член Геологического сообщества Америки, Американского Геофизического Союза, геохимического сообщества и европейской ассоциации геохимии, работал с профессором Стейнхартом в институте Карнеги в Вашингтоне, где было предложено это уравнение.